# パティ・マクガイア
パティ・マクガイア（Patti McGuire、1951年9月5日 – ）は、アメリカ合衆国のモデル、女優。
プレイボーイ誌1976年11月のプレイメイトに選ばれ、更に1977年のプレイメイト・オブ・ザ・イヤーを獲得した。夫は世界的テニスプレイヤーのジミー・コナーズ。

## 来歴
ミズーリ州デクスターで生まれ、弟と2人の妹と共にセントルイスで育った。南イリノイ大学で歴史と政治学を学ぶ。卒業後はセントルイスのプレイボーイクラブでバニーガールとして働き、テレビや印刷媒体の広告モデルも務めた。
「プレイボーイ誌」1976年11月号で今月のプレイメイトに選ばれた。彼女のセンターフォールドの撮影はポンペオ・ポーザーが担当した。1977年にはプレイメイト・オブ・ザ・イヤーに選ばれた。賞のプレゼンターはアリス・クーパー、副賞はダッジ・チャージャーであった。
女優としては1977年9月、『刑事スタスキー&ハッチ』の第3シーズン第1話「Voodoo Island」にプッシーキャット役でゲスト出演。その他プレイボーイの番組に本人として出演している。

## 私生活
1978年秋、プロテニス選手のジミー・コナーズと共に来日。その後1979年にコナーズと結婚、ブレットという息子とオーブリーという娘の2人の子供に恵まれた。夫妻はカリフォルニア州サンタバーバラに住んでいる。